# Арсак ан Веле
Арсак ан Веле (фр. Arsac-en-Velay) насеље је и општина у централној Француској у региону Оверња, у департману Горња Лоара која припада префектури Пиј ан Веле.
По подацима из 2011. године у општини је живело 1.214 становника, а густина насељености је износила 99,92 становника/km². Општина се простире на површини од 12,15 km². Налази се на средњој надморској висини од 750 метара (максималној 958 m, а минималној 620 m).

## Демографија
| 1962. | 1968. | 1975. | 1982. | 1990. | 1999. | 2011. |
| ----- | ----- | ----- | ----- | ----- | ----- | ----- |
| 446   | 526   | 555   | 757   | 870   | 915   | 1.214 |

График промене броја становника у току последњих година